# Hạ Kiệt
Hạ Kiệt (chữ Hán: 夏桀), tên Lý Quý (履癸), là vị vua thứ 17 và cuối cùng nhà Hạ trong lịch sử Trung Quốc. 
Ông được truyền thống coi như một bạo chúa và là kẻ áp bức, người mang lại sự sụp đổ của một triều đại. Khoảng cuối thế kỉ 18 TCN Kiệt bị đánh bại bởi Thành Thang, dẫn đến chấm dứt của nhà Hạ (kéo dài khoảng 500 năm) và sự ra đời của nhà Thương.

## Tên gọi
Lý Quý là con của Hạ Phát (có thuyết nói là con Hạ Cao) được sử sách ghi lại là ông vua hoang dâm và tàn bạo, thích gây việc chiến tranh. Khi đó, Lý Quý mang quân đi đánh nước Hữu Thi, nước Hữu Thi không chống nổi bèn dâng mỹ nữ là nàng Muội Hỉ và xin Lý Quý lui quân. Lý Quý được nàng Muội Hỉ bèn tha cho nước Hữu Thi.
Lý Quý sủng ái nàng Muội Hỉ, tăng cường bóc lột nhân dân để hưởng lạc. Sự tàn bạo của ông khiến nhiều bộ tộc nổi dậy chống lại. Nhân dân oán ghét ông nên nguyền rủa rằng:"Ông là mặt trời, bao giờ ông mới lặn xuống núi ? Bọn ta nguyện lặn theo ông !"
Thấy nước Thương của Thành Thang giàu mạnh, Lý Quý sợ Thương chống lại nên lệnh triệu Thương Thang đến kinh đô rồi bắt và giam cầm ở Hạ Đài. Sau một thời gian, Kiệt tha cho Thương Thang, thả về bộ tộc. Thương Thang quyết tâm phát triển lực lượng để lật đổ sự cai trị của Hạ Kiệt.

## Mất nước
Vua Kiệt vương xây dựng nên một cái cột đồng cho bôi mỡ trơn rồi nung nóng, hễ ai trái ý nhà vua lập tức bắt họ trèo lên cái cột đó gọi là "bào lạc". Hình phạt này quá dã man làm cho nhiều người bất mãn bàn tán xôn xao nhất là những gia đình có tù nhân phạm tội nhẹ, vị quan trung thành Quan Long Phùng không chịu nổi nữa liều mạng xông thẳng vào cung vua nói rằng hãy dỡ bỏ "bào lạc" đi. Vua Kiệt nổi giận lôi đình sai người bắt ngay Quan Long Phùng chém đầu thị chúng vì tội hỗn hào.
Trúc thư kỉ niên của nước Ngụy thời Chiến Quốc bổ sung thêm thông tin về sự diệt vong của nhà Hạ. Sách này viết, Lý Quý vẫn tiếp tục việc chinh phạt, mang quân đi đánh đất Manh Sơn. Manh Sơn bèn theo nước Hữu Thi, dâng 2 người con gái đẹp là Uyển và Viêm để xin Hạ lui quân. Lý Quý cũng bằng lòng lui quân về và rất sủng ái hai người con gái đất Manh Sơn, lạnh nhạt với nàng Muội Hỉ.
Trong khi đó Thành Thang nước Thương ngày càng lớn mạnh. Thương Thang sai Y Doãn đến kinh đô nhà Hạ trá hàng. Muội Hỷ bị Lý Quý lạnh nhạt đâm ra oán vọng. Y Doãn đã lợi dụng sự oán vọng của Muội Hỷ đã liên hệ với nàng để nắm được nhiều tin tức về nội tình triều đình nhà Hạ. Sau khi nắm được nội tình nhà Hạ, Y Doãn trở về với Thành Thang.
Trong khi Lý Quý say đắm tửu sắc thì Thương Thang tìm cách liên minh với các bộ tộc để tạo vây cánh và mang quân đánh diệt các nước chư hầu thân với Hạ như Cát, Bình Chướng Vi, Côn Ngô.
Theo kế sách của Y Doãn, Thương Thang khiêu chiến với nhà Hạ, bỏ không nộp cống cho Hạ Kiệt. Lý Quý nổi giận điều động binh mã 9 bộ tộc phía đông trước sau đánh vào bộ lạc Thương. Thang sai người đến nộp cống. Thấy Thang thuần phục, ông lại bằng lòng cho lui quân.
Thang tranh thủ thời gian tìm cách liên minh và chia rẽ 9 bộ tộc giúp quân cho Hạ Kiệt. Sang năm sau, Thang lại bỏ cống nạp. Lý Quý lại tổ chức hội các bộ lạc phụ thuộc ở Hữu Nhung đánh Thương, nhưng lần này các bộ lạc không nghe theo. Bộ lạc Hữu Mân phản đối việc đánh Thương của Lý Quý. Ông nổi giận bèn mang quân đánh Hữu Mân trước. Nhân dân phải phục dịch cho cuộc chiến nặng nề càng oán hận ông hơn.
Thấy ông bị sa lầy vào cuộc chiến với tộc Mân, Thang quyết định ra quân diệt Hạ. Năm 1767 TCN, Thương Thang đánh thắng Lý Quý trong trận quyết định ở Minh Điều (嗚条). Hạ Kiệt thua trận, bị mất ngôi và bị đày ra Nam Sào (南巢). Ông nói với thủ hạ:"Ta hối hận không giết Thang ở Hạ Đài nên mới ra nông nỗi này".
Nhà Hạ truyền được hơn 400 năm, đến đây thì mất. Hạ Kiệt ở ngôi 52 năm, bị đày ra Nam Sào 3 năm thì qua đời tại núi Đình Sơn năm 1764 TCN, không rõ bao nhiêu tuổi. Thành Thang lập ra nhà Thương.

### Qua đời
Quân đội Thương sau đó đã chiến đấu với lực lượng của Hạ Kiệt trong Trận Minh Điêu (嗚条), trong một cơn bão lớn và đánh bại quân đội Hạ (下). Cuối cùng Hạ Kiệt đã qua đời vì bệnh. Thành Thang đã thành công và lên ngôi vua, lập ra nhà Thương.